# Купистое (озеро)
Купистое (укр. Куписте) — озеро, расположенное на территории Черниговского района (Черниговская область). Тип общей минерализации — пресное. Происхождение — речное. Группа гидрологического режима — бессточное.

## География
Длина — 0,12 км. Ширина наибольшая — 0,06 км, средняя — 0,04 км. Не используется.
Озеро расположено на территории Новобелоуской сельской территориальной общины (Новобелоуского сельсовета) в лесном массиве (доминирование сосны), что непосредственно севернее села Деснянка. Озёрная котловина вытянутой овальной формы. Летом мелеет.
Берега пологие, водное зеркало сильно заиленное. Берега зарастают прибрежной растительностью, а водное зеркало — водной. Берега заняты лиственной рощей.
Питание: дождевое и грунтовое. Зимой замерзает.